# Hachemühle
Die Hachemühle ist ein Einzelanwesen von Falkenberg, einem Ortsteil der Gemeinde Trossin im Landkreis Nordsachsen in Sachsen.

## Lage
Die Hachemühle befindet sich am südöstlichen Zipfel des Stausees Dahlenberg unmittelbar am Grenzweg von Sachsen und Sachsen-Anhalt. Südwestlich der Mühle ist ein Parkplatz. Das Dorf Dahlenberg liegt nordöstlich am Saum des Waldes am Übergang in das nördliche Ackerbaugebiet.

## Geschichte
Im 19. und 20. Jahrhundert gehörten Gniebsdorf, die Pechhütte und die Hachemühle zu Trossin, obwohl Dahlenberg näher lag. Streitigkeiten zwischen den Rittergutsbesitzern beider Orte führte zu diesem Richterspruch der Zugehörigkeit.